# Jonas Kaminski
Jonas Kaminski (* 8. Mai 1996) ist ein deutscher Volleyballspieler.

## Karriere
Kaminski spielte in der Saison 2014/15 mit der Nachwuchsmannschaft VC Olympia Berlin in der Bundesliga und beim Zweitligisten USC Braunschweig. Außerdem kam er in der Junioren-Nationalmannschaft zum Einsatz. 2019 wechselte er zum Bundesligisten WWK Volleys Herrsching.
Im DVV-Pokal 2019/20 stand Herrsching im Viertelfinale und in der abgebrochenen Bundesliga-Saison auf dem fünften Tabellenplatz. 2020/21 kam der Verein erneut ins Pokal-Halbfinale, schied aber im Playoff-Viertelfinale aus. In der Saison 2021/22 gab es den erneuten Einzug ins Pokal-Halbfinale und das Aus im Playoff-Viertelfinale. 2022/23 erreichte der Verein jeweils das Viertelfinale im Pokal und in den Playoffs. Im DVV-Pokal 2023/24 kam Herrsching ins Finale, aber in der Bundesliga endete die Saison erneut im Viertelfinale.
Im Beachvolleyball spielt Kaminski seit 2020 auf der höchsten deutschen Tour. Dabei sind Erfolge wie der dritte Platz bei der ersten deutschen Tour in Stuttgart 2021 mit Rudi Schneider und der Sieg 2024 bei der zweiten deutschen Beachtour in Norderney mit Daniel Kirchner hervorzuheben. Außerdem gewann er zahlreiche Landesmeistertitel sowohl im niedersächsischen als auch im bayerischen Volleyballverband. Für die deutsche Beachvolleyballmeisterschaft konnte sich Kaminski 2021 mit Partner Niko Meyer und in den Jahren 2023 und 2024 jeweils mit Partner Simon Kulzer qualifizieren.